# Áttali (Eubée)
Áttali, en grec moderne : Άτταλη, est un village du dème de Dírfys-Messápia, sur l'île d'Eubée, en Grèce. Il est situé à une altitude de 220 mètres, sur les pentes du mont Ypsilotéra, à une distance d'environ 29 kilomètres au nord-est de Chalcis.
Selon le recensement de 2011, la population d'Áttali compte 371 habitants.